# José María Doussinague
José María Doussinague y Texidor (o Teixidor) (Montevideo, 19 de enero de 1894-Obanos, 11 de agosto de 1967) fue un diplomático e historiador español, que llegó a ser subsecretario del Ministerio de Asuntos Exteriores, director general de Política Exterior y embajador de España en Santiago de Chile, Roma y ante la Santa Sede.

## Biografía
Nació en Montevideo el 19 de enero de 1894. Estuvo muy vinculado a Guipúzcoa de donde era originario su padre y por su mujer.
Estudió Derecho en Salamanca y se doctoró en 1914, ingresando en el Instituto Diplomático y Consular y obteniendo el premio extraordinario. Desempeñó cargos consulares en Francia, Suiza y Colombia, siendo nombrado jefe de Comercio Exterior para el Ministerio de Asuntos Exteriores, llegando a ser el máximo responsable de la Dirección General de Política Exterior entre 1942 y 1946 —ya con antelación a la creación de la Oficina de Información Diplomática en 1945— y se volcó allí en la planificación de las relaciones internacionales de la dictadura.
El mayor cargo lo desempeñó durante la Segunda República, siendo subsecretario del Ministerio de Estado.
En un informe de 1943, El problema hispanoamericanista tras la guerra civil, expuso su análisis de la situación política en América y un programa de acción, en el que defendería la conveniencia por parte de España de enfatizar una naturaleza católica del régimen franquista —que ayudaría a enlazar con un «pasado glorioso»— para diferenciarse de la Alemania nazi o la Italia fascista. Su plan de actuación en América contemplaba como fin último la unión de las naciones hispánicas en un «Superestado». Hacía gala de un filosefardismo —diferente del filosemitismo— que convivía con su antisemitismo, llegando a describir a los judíos como usureros y avaros, aunque, siendo los sefardíes, para Doussinague, superiores a los askenazíes. Esta postura ambigua queda reflejada en la deportación de ese año de la comunidad sefardita de Salónica.
Desempeñó el cargo de embajador de Chile entre 1950 y 1959, cuando fue destinado como embajador a Italia. Al cesar como embajador en Italia en 1962 fue nombrado embajador ante la Santa Sede. En 1964 se le declaró jubilado.
En su faceta como historiador mostró interés por el reinado de los Reyes Católicos. Fue, además, miembro de la Academia de Ciencias Morales y Políticas, de la Academia Chilena de la Historia, del Instituto de Cultura Hispánico, del Consejo Superior de Investigaciones Científicas y del Instituto "Fernando el Católico" de Zaragoza.
Falleció en la localidad navarra de Obanos  el 11 de agosto de 1967.

## Obras
- — (1944). La política internacional de Fernando el Católico.
- — (1946). Fernando el Católico y el cisma de Pisa.
- — (1949). España tenía razón (1939-1945).
- — (1949). La política exterior de España en el siglo XVI.
- — (1950). El Testamento Político de Fernando el Católico.
- — (1956). El factor religioso en la política internacional de Fernando el Católico.
- — (1963). Pedro de Valdivia o la novela de Chile

## Reconocimientos
- Gran Cruz de la Orden de Isabel la Católica (1941)[20]